# Marc Daniels
Marc Daniels, pseudonimo di Danny Marcus (Pittsburgh, 27 gennaio 1912 – Santa Monica, 23 aprile 1989), è stato un regista televisivo statunitense.

## Biografia
Marc Daniels si laureò all'Università del Michigan. Dopo il servizio militare, prestato nell'esercito statunitense durante la seconda guerra mondiale e fino al 1946, Daniels venne assunto dalla CBS per dirigere il suo primo programma televisivo antologico drammatico The Ford Television Theatre, versione televisiva dell'omonimo programma radiofonico Ford Theatre, che gli consentì di conseguire una certa maestria nella regia televisiva.
In seguito venne ingaggiato per dirigere 38 episodi della sitcom Lucy ed io (I Love Lucy), una delle prime serie televisive registrate. In quell'occasione Daniels raccomandò l'attrice Vivian Vance per il ruolo di Ethel Mertz. Daniels, assieme al registra cinematografico Karl Freund, è riconosciuto come inventore della tecnica che prevede l'utilizzo in contemporanea di tre cineprese, invece della convenzionale camera singola. In un'intervista del 1977, Daniels afferma di aver lasciato Lucy ed io per un altro lavoro maggiormente remunerativo. "Forse è stata una decisione stupida", ha dichiarato, "ma allora non sapevamo di stare scrivendo la storia. Stavamo solamente facendo uno show.".
Oltre a Lucy ed io, Daniels ha diretto episodi delle serie Where's Raymond?, Gunsmoke, Missione impossibile, Saranno famosi, Alice, Gli eroi di Hogan e The Andros Target.
Per i fan di fantascienza, Daniels è probabilmente ricordato maggiormente per aver diretto quindici episodi della serie televisiva Star Trek, tra cui Spazio profondo (Space Seed), responsabile della creazione dell'iconico personaggio di Khan Noonien Singh, e Specchio, specchio (Mirror, Mirror), in cui viene definito l'universo alternativo della specchio, che ritornerà in seguito molte volte nella saga. È inoltre apparso nell'episodio da lui stesso diretto La sfida (The Changeling), nel ruolo non accreditato del Dr. Jackson Roykirk, e ha scritto l'episodio della serie animata È scomparso un pianeta (One of Our Planets is Missing).
Alla fine della carriera ha lavorato nuovamente con Lucille Ball nella sua ultima serie del 1986 Life with Lucy.
Daniels è morto di attacco cardiaco il 23 aprile 1989 a Santa Monica, in California, all'età di 77 anni.

## Filmografia parziale

### Cinema
- I Love Lucy, co-regia con Edward Sedgwick (1953)
- The Big Fun Carnival (1957)
- The Magic Boy's Easter - cortometraggio direct-to-video (1989)

### Televisione
- The Ford Theatre Hour - serie TV, 14 episodi (1948-1950)
- Nash Airflyte Theatre - serie TV, 23 episodi (1950-1951)
- Pulitzer Prize Playhouse - serie TV, episodio 1x16 (1951)
- Lucy ed io (I Love Lucy) - serie TV, 39 episodi (1951-1953)
- The Ford Television Theatre - serie TV (1952)
- Mr. & Mrs. North - serie TV (1952)
- I Married Joan - serie TV, 20 episodi (1952-1953)
- The Backbone of America - film TV (1953)
- Where's Raymond? - serie TV, 4 episodi (1953-1954)
- The Goldbergs - serie TV, 28 episodi (1953-1957)
- Campbell Playhouse - serie TV, episodi 2x38-2x39-2x47 (1954)
- Armstrong Circle Theatre - serie TV, episodio 5x13 (1954)
- Kraft Television Theatre - serie TV, episodi 9x39-9x43 (1956)
- Una donna poliziotto (Decoy) - serie TV, episodio 1x27 (1958)
- Startime - serie TV, episodio 1x09 (1959)
- Play of the Week - serie TV, episodi 1x05-1x20 (1959-1960)
- Mrs. Miniver - film TV (1960)
- Art Carney Special - serie TV, episodio 1x06 (1960)
- Organizzazione U.N.C.L.E. (The Man from U.N.C.L.E.) - serie TV, 4 episodi (1964-1965)
- Star Trek - serie TV, 15 episodi (1966-1968)

## Riconoscimenti
- Directors Guild of America
  - 1962 – Candidatura come Outstanding Directorial Achievement in Television per la serie televisiva The Power and the Glory
  - 1973 – Candidatura come Outstanding Directorial Achievement in Dramatic Series – Night per l'episodio Love Is When They Say They Need You della serie televisiva Marcus Welby, M.D.
- Premio Emmy
  - 1983 – Candidatura come Outstanding Directing in a Drama Series per l'episodio And The Winner Is della serie televisiva Saranno famosi
  - 1985 – Candidatura come Outstanding Directing in a Comedy Series per l'episodio Tommy's Lost Weekend della serie televisiva Alice
  - 1984 – Candidatura come Outstanding Individual Direction in Children's Programming per l'episodio All the Money in the World della trasmissione ABC Weekend Specials
- Premio Hugo
  - 1967 – Best Dramatic Presentation per l'episodio L'ammunitamento della serie televisiva Star Trek, assieme a Gene Roddenberry
  - 1967 – Candidatura come Best Dramatic Presentation per l'episodio Al di là del tempo della serie televisiva Star Trek, assieme a John D.F. Black
  - 1968 – Candidatura come Best Dramatic Presentation per l'episodio Specchio, specchio della serie televisiva Star Trek, assieme a Jerome Bixby
  - 1968 – Candidatura come Best Dramatic Presentation per l'episodio La macchina del giudizio universale della serie televisiva Star Trek, assieme a Norman Spinrad